# 大阪 - 銚子線

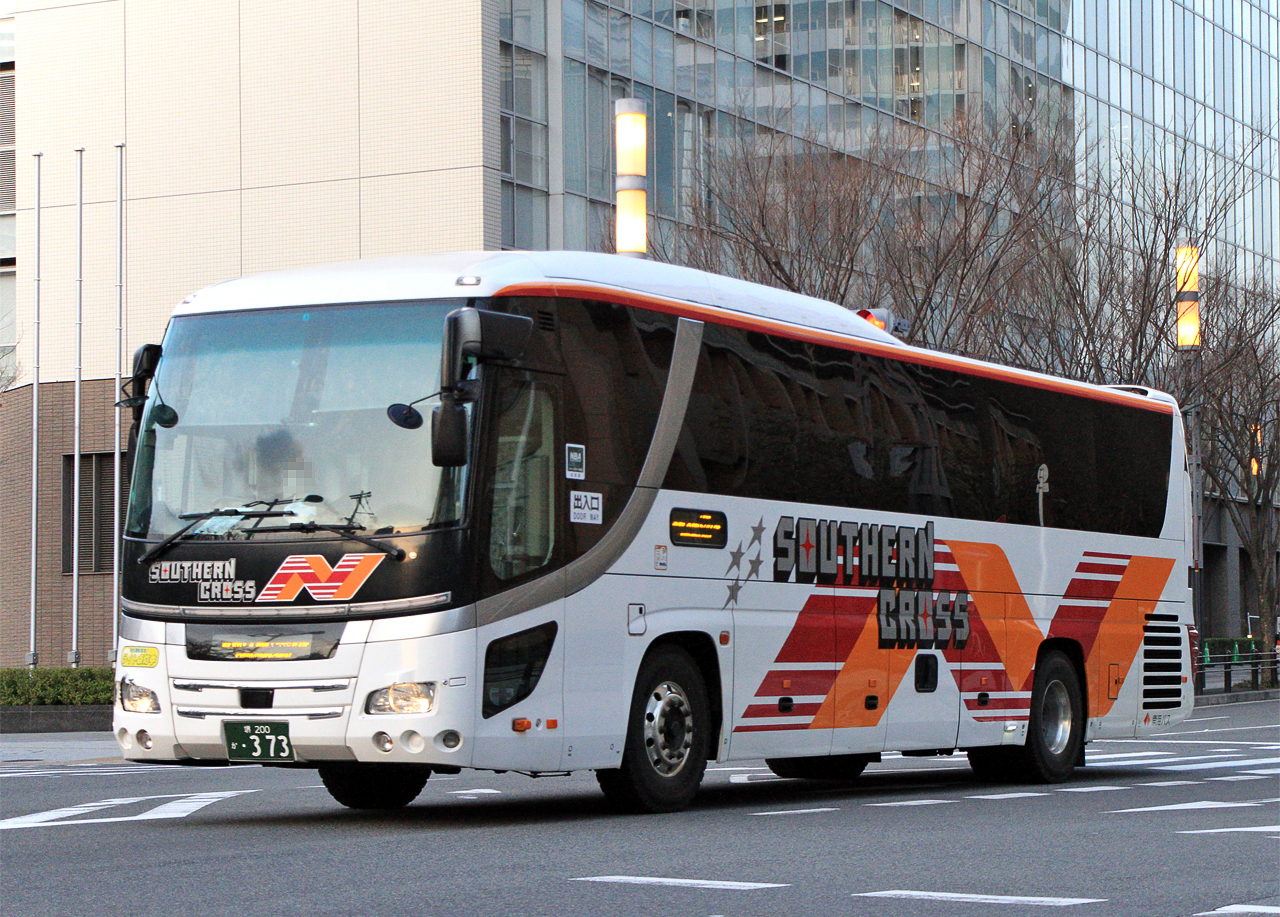
南海バス（写真は長岡・三条線）

大阪 - 銚子線（おおさか - ちょうしせん）とは、大阪府大阪市と千葉県銚子市を、京都市や東京都、千葉県四街道市、富里市、成田市、香取市を経由して運行されていた夜行高速バスである。
全便座席指定制のため、乗車には予約が必要であり、運行会社や主要旅行会社のほか、インターネット上（発車オ〜ライネット）、コンビニエンスストア（ローソン、ファミリーマート、セブン-イレブン）で乗車券の予約・購入が可能だった。
ただし、千葉交通のサイトでは当日空席がある場合は予約なしで乗車できる旨が記載されていた。

## 運行会社
- 南海バス（堺営業所）
- 千葉交通（銚子営業所）

## 停車停留所
ユニバーサル・スタジオ・ジャパン - 湊町バスターミナル(OCAT)※ - 南海なんば高速バスターミナル※ - 大阪駅前（桜橋口アルビ前） - 高速京田辺 - 京都駅八条口 - 秋葉原駅 - 四街道駅 - 富里バスターミナル - 京成成田駅 - 成田空港（第2ターミナル→第1ターミナル） - 発酵の里こうざき - 佐原駅北口 - 小見川 - 東庄 - 銚子駅
※両方向とも、湊町バスターミナル(OCAT) → 南海なんば高速バスターミナルの順に停車。

## 運行経路
大阪府大阪市 - 阪神高速道路 - 第二京阪道路 - 名神高速道路 - 新名神高速道路 - 東名阪自動車道 - 伊勢湾岸自動車道 - 東名高速道路 - 新東名高速道路 - 東名高速道路 - 首都高速道路3号線 - 首都高速湾岸線 - 東関東自動車道 - 新空港自動車道 - 国道356号 - 千葉県銚子市
- 南海バス便の途中休憩は、銚子行は草津PAと発酵の里こうざきで、なんば行は港北PAと甲南PAで行っていた。

- 千葉交通便の途中休憩は、銚子行は御在所SAで、なんば行は鮎沢PAもしくは足柄SAで行っていた。

## 沿革
- 2005年（平成17年）3月18日 - 運行開始。
- 2008年（平成20年）6月1日 - 新名神高速・東名阪道・伊勢湾岸道経由に変更、所要時間を短縮。東京都内は浜松町から秋葉原駅に停車地を変更、富里バスターミナルへの停車を開始。並びに一部一律500円値下げ。
- 2010年（平成22年）9月2日 - この日の出発便より第二京阪道路経由に変更、高速京田辺に停車。
- 2012年（平成24年）11月1日 - この日の出発便より大阪駅前（桜橋口アルビ前）に停車[1]。
- 2016年（平成28年）12月12日 - この日の出発便より大栄バス停を廃止、発酵の里こうざきに停車[2]。
- 2019年（令和元年）10月1日 - 消費税率引き上げに伴い、運賃を改定[3]。
- 2020年（令和2年）4月10日 - 新型コロナウイルス感染拡大の影響により、この日の出発便より廃止前日まで運休[4][5]。
- 2024年（令和6年）9月1日 - 路線廃止[6][7]。2020年（令和2年）4月9日の出発便が事実上の最終運行となった[4][5]。

## 使用車両
両社とも原則三菱ふそう・エアロエース（千葉交通）または日野・セレガ（南海バス）で、ハイデッカー独立3列シート車を使用していた。

## 特記事項
- 当路線は列車での直通列車設定が困難な大阪・京都と千葉県東部を結ぶ路線で、千葉県東部初の夜行路線となった。輸送力の適正化や時間の有効化のため秋葉原経由としているが、この結果東京都内⇔京都・大阪市内を結ぶ多くの夜行バス路線（旧ツアーバス転換路線含む）と競合する。特に2013年1月からは大阪バスの「東京特急ニュースター号」が秋葉原駅経由になったため、こちらとは秋葉原駅 - 京都駅・大阪駅間で完全に競合する。
- 千葉市内から関西へ行くのに神戸・大阪線が満席の場合、四街道駅（千葉駅からJR総武本線で約10分）まで行き、ここからこのバスに乗車するという方法もある。片道あたりの運賃は以前は少し高かったが、値下げによりこの方が神戸・大阪線の同区間より安くなった。また秋葉原駅と大阪市内の場合は、片道7,200円と東京23区内（新宿・東京駅など）発着の同グレード路線に比べ大幅に安くなっている。なお、本路線の秋葉原駅⇔大阪市内間の往復割引運賃は13,780円である。また東京都内には最も早く到着（秋葉原午前4時54分前着）する。
- 従来、関西地区在住者が成田国際空港の午前出発や夕方到着の航空便を利用する場合は、成田市近郊で宿泊をしなければならないことがあったが、この解消が実現できた。
- 当路線は四街道駅と秋葉原駅にも停車するが、この2箇所は千葉交通のエリアではないため、千葉交通の窓口が存在しない。あらかじめ千葉交通の各窓口で乗車券を購入するか、「発車オ〜ライネット」あるいはローソン、ファミリーマート、セブン-イレブンの端末（Loppi・Famiポート・マルチコピー）で予約後、乗車券を購入することで乗車できる。インターネットの普及により、発券窓口がない場所にも停車できるようになったことを示す例である。ただし、発車オ〜ライネットでの発売はシステム上銚子駅を発車する20時00分（2014年7月現在）で終了するため、直前に乗りたいと思っても購入することはできない。